# Рокі-Гілл (Нью-Джерсі)
Рокі-Гілл (англ. Rocky Hill) — місто (англ. borough) в США, в окрузі Сомерсет штату Нью-Джерсі. Населення — 743 особи (2020).

## Географія
Рокі-Гілл розташоване за координатами 40°24′1″ пн. ш. 74°38′20″ зх. д. / 40.40028° пн. ш. 74.63889° зх. д. (40.400347, -74.638922).  За даними Бюро перепису населення США в 2010 році місто мало площу 1,61 км², з яких 1,60 км² — суходіл та 0,01 км² — водойми.

## Демографія
Згідно з переписом 2010 року, у селищі мешкали 682 особи в 280 домогосподарствах у складі 189 родин. Було 292 помешкання
Расовий склад населення:
| - 91,6 % — білих - 2,3 % — азіатів - 1,5 % — чорних або афроамериканців - 1,5 % — осіб інших рас |

До двох чи більше рас належало 3,1 %. Частка іспаномовних становила 4,8 % від усіх жителів.
За віковим діапазоном населення розподілялося таким чином: 23,2 % — особи молодші 18 років, 58,3 % — особи у віці 18—64 років, 18,5 % — особи у віці 65 років та старші. Медіана віку мешканця становила 45,9 року. На 100 осіб жіночої статі у селищі припадало 103,0 чоловіків;  на 100 жінок у віці від 18 років та старших — 91,2 чоловіків також старших 18 років.
Середній дохід на одне домашнє господарство  становив 128 367 доларів США (медіана — 104 219), а середній дохід на одну сім'ю — 155 024 долари (медіана — 130 000). За межею бідності перебувало 4,2 % осіб, у тому числі 0,0 % дітей у віці до 18 років та 4,6 % осіб у віці 65 років та старших.
Цивільне працевлаштоване населення становило 316 осіб. Основні галузі зайнятості: освіта, охорона здоров'я та соціальна допомога — 38,3 %, науковці, спеціалісти, менеджери — 19,0 %, мистецтво, розваги та відпочинок — 7,0 %, будівництво — 7,0 %.